# 凱勒曼 (阿拉巴馬州)
凱勒曼（英語：Kellerman）是位於美國阿拉巴馬州塔斯卡盧薩縣的一個非建制地區。它位于布鲁克伍德以北约10千米处。这个村落是围绕纽约中央铁煤公司的一座煤矿形成的。凱勒曼是一座公司村落，村落里的所有建筑都属于该煤矿公司。該地的面積和人口皆未知。1962年煤矿关闭后村落里的约5000名居民必须在10个小时内搬出。凱勒曼邮局的邮政编码是35468，它是1902年8约6日开设的，今天它位于阿拉巴马州多拉的矿山博物馆。凱勒曼的名字可能来自于凱勒曼矿山公司的工程师。

## 地理
凱勒曼的座標為33°20′26″N 87°18′17″W / 33.34056°N 87.30472°W，而該地的平均海拔高度為164米（即538英尺）。

## 名人
- 迪伊·迈尔斯，棒球运动员